# Општина Фојница
Општина Фојница је општина у централном дјелу Федерације Босне и Херцеговине, БиХ. Сједиште општине је истоимени градић. Општина заузима површину од 306 km².

## Географија
Фојница се налази у централном дијелу Босне и Херцеговине, око 50 километара западно од Сарајева. Граничи се са слиједећим општинама: Горњи Вакуф-Ускопље, Нови Травник, Витез, Бусовача, Кисељак, Крешево и Коњиц. Велики дио површине општине заузимају виоравни, пашњаци и поља, и то 46% у односу на укупну површину општине, а од тога 10% поља, 20% висоравни и 16% пашњаци.

### Планине
На подручју општине налазе се 4 планине, и то:

Враница — 2112 м

Зец — 1800 м

Захор — 1400 м

Погорелица — 1432 м
Највиши врх зове се Надкрстац и има надморску висину од 2112 м. Налази се на планини Враница. На Враници се налази и природно Прокошко језеро на надморској висини од 1670 метара. Језеро је познато по присуству Тритона, ендемске врсте водоземца.

### Ријеке
Подручје цијеле општине богато је воденим ресурсима. Ријеке су током читаве године богате рибом, а неки од ријечних токова имају капацитет за изградњу хидроелектрана.
Кроз подручје Општине Фојница протичу три ријеке:
- Жељезница
- Драгача
- Фојница

### Термалне воде
Фојница је данас најпознатија по својој бањи чија се радиоактивност и љековитост испитивала још крајем 19. вијека, а експлоатација почела послије Првог светског рата. Фојничка радиоактивна минерална вода припада слабо минерализованим термалним водама, са температуром која износи 31,5 °.

## Становништво
По посљедњем службеном попису становништва из 1991. године, Општина Фојница је имала 16.296 становника, распоређених у 55 насељених мјеста.
| Националност       | 1991.          | 1981.          | 1971.          |
| Муслимани          | 8.024 (49,23%) | 7.637 (50,76%) | 6.473 (50,45%) |
| Хрвати             | 6.623 (40,64%) | 6.432 (42,75%) | 5.948 (46,36%) |
| Срби               | 157 (0,96%)    | 422 (2,80%)    | 223 (1,73%)    |
| Југословени        | 407 (2,49%)    | 392 (2,60%)    | 85 (0,66%)     |
| остали и непознато | 1.085 (6,65%)  | 162 (1,07%)    | 100 (0,77%)    |
| Укупно             | 16.296         | 15.045         | 12.829         |

## Насељена мјеста,1991.
| *   | насељено мјесто  | број становника |
| --- | ---------------- | --------------- |
| 1.  | Баковићи         | 989             |
| 2.  | Баковићка Цитоња | 80              |
| 3.  | Бања             | 222             |
| 4.  | Бистрица         | 155             |
| 5.  | Божићи           | 118             |
| 6.  | Ботун            | 185             |
| 7.  | Владићи          | 37              |
| 8.  | Вољевац          | 195             |
| 9.  | Вукељићи         | 86              |
| 10. | Гојевићи         | 615             |
| 11. | Грабовик         | 126             |
| 12. | Градина          | 182             |
| 13. | Дједов До        | 116             |
| 14. | Драгачићи        | 105             |
| 15. | Дусина           | 771             |
| 16. | Живчићи          | 260             |
| 17. | Клисура          | 78              |
| 18. | Козица           | 52              |
| 19. | Кујушићи         | 67              |
| 20. | Лопар            | 10              |
| 21. | Лужине           | 419             |
| 22. | Лучице           | 288             |
| 23. | Мајдан           | 12              |
| 24. | Маринићи         | 48              |
| 25. | Мерџанићи        | 230             |
| 26. | Мујаковићи       | 55              |
| 27. | Надбаре          | 468             |
| 28. | Обојак           | 208             |
| 29. | Оглавак          | 145             |
| 30. | Орманов Поток    | 153             |
| 31. | Острушка Цитоња  | 26              |
| 32. | Отигошће         | 330             |
| 33. | Паљике           | 26              |
| 34. | Плочари          | 67              |
| 35. | Плочари Поље     | 400             |
| 36. | Подгора          | 106             |
| 37. | Подцитоња        | 142             |
| 38. | Поље Остружница  | 962             |
| 39. | Поље Шћитово     | 282             |
| 40. | Поњушина         | 71              |
| 41. | Пораће           | 22              |
| 42. | Рагале           | 539             |
| 43. | Рајетићи         | 73              |
| 44. | Ризвићи          | 204             |
| 45. | Селаковићи       | 34              |
| 46. | Селиште          | 19              |
| 47. | Ситишће          | 62              |
| 48. | Смајловићи       | 171             |
| 49. | Тјешило          | 335             |
| 50. | Товариште        | 126             |
| 51. | Турковићи        | 434             |
| 52. | Фојница          | 4.225           |
| 53. | Царев До         | 11              |
| 54. | Чемерница        | 176             |
| 55. | Шавник           | 978             |

Послије потписивања Дејтонског споразума, општина Фојница је, у цјелини, ушла у састав Федерације Босне и Херцеговине.